# Dyremaleri
Dyremaleri har fremstillingen af dyrelivet til hovedformål. Medens fremstillinger af dyr naturligvis træffes hyppig i hedensk og kristen Oldtid (den gode hyrde osv.), og dyrebilledet spiller en ikke ringe rolle i Middelalderens kunst i kirkens kalkmalerier, i miniaturer med videre, er det dog først i nyere tids kunst, at vi træffer det egentlige dyremaleri, dyremaleri som speciale.
I italiensk renæssance står Pisanello med hans fortræffelige dyretegninger ret isoleret, muligt påvirket af japansk kunst, der har sin styrke og står uovertruffet i dyremaleri. I Nederlandene holdt adskillige fremragende kunstnere sig inden for dyremaleris snævre kreds; van Eyck'erne viser vejen, Rubens bliver føreren; i hans spor går dygtige dyremalere som Frans Snyders, Jan Fyt og andre 17. århundredes hollændere dyrker med mesterskab husdyrenes liv: Paulus Potter og Adriaen van de Velde med især motiver af køer og får, Nicolaes Pietersz. Berchem, Karel Dujardin, Aelbert Cuyp, Philips Wouwerman, Melchior de Hondecoeter især motiver af fjerkræ og mange andre. Medens dyremaleri er ret sparsomt repræsenteret i 18. århundrede, gennem blandt andre Jean-Baptiste Oudry i Frankrig og Johann Elias Ridinger i Tyskland, bliver dyrmalernes tal næsten utallige i følgende århundrede. Her kan kun eksempelvis nævnes forskellige fremragende dyrkere af dyremaleri.
I England først og fremmest Edwin Henry Landseer samt Richard Ansdell, Briton Rivière; i Frankrig: Constant Troyon, Rosa Bonheur, Philippe Rousseau, Eugène Delacroix, Charles Jacque, Jacques Raymond Brascassat; i Holland og Belgien: Johannes Hubertus Leonardus de Haas, Eugène Joseph Verboeckhoven, Michel Marie Charles Verlat; i Schweiz: Jean Humbert (maler) og Rudolf Koller; i Tyskland: Albrecht Adam og Benno Adam), Friedrich Voltz, Anton Braith, Carl Steffeck, Franz Krüger, Albert Brendel; i Sverige: Nils Andersson (maler), John Arsenius, Gustaf Brandelius, Carl Wahlbom, Carl Fredrik Kiörboe og Bruno Liljefors; i Norge: Anders Askevold, Johannes Siegvald Dahl, Peter Nicolai Arbo, Karl Uchermann. I Danmark var Christian David Gebauer dyrmalernes nestor.
Fremragende er J.Th. Lundbye ved sin fine, natursande dyrekarakteristik; hans elskværdige lune kom også frem i dyrefablen, der er en særlig gren af dyremaleri og har givet lejlighed til mange satiriske fremstillinger, således af tyskeren Wilhelm von Kaulbach og franskmanden Jean Ignace Isidore Gérard. Blandt danske kan endvidere nævnes: Christian Holm, Carlo Eduardo Dalgas med billeder af får, Otto Bache, Theodor Philipsen, M. Therkildsen, Valdemar Irminger, N.P. Mols, fuglemalerne Johannes Larsen, Vilhelm Theodor Fischer og Knud Kyhn; Adolf Henrik Mackeprang, Simon Simonsen, Johannes Resen Steenstrup.